# Kymenlaakso
Kymenlaakso (tiếng Phần Lan: [ˈkymenˌlɑːkso]; n.đ. 'thung lũng sông Kymi') là một vùng thuộc miền nam Phần Lan, thủ phủ chính thức là thành phố Kotka và nơi đặt trung tâm điều hành vùng là thành phố Kouvola. Vùng Kymenlaakso có diện tích đất liền là 4.558,54 km² (2021) – đứng thứ 18 cả nước, với dân số toàn vùng (2023) là 159.204 người và mật độ dân số là 34,92 người/km². Đây là vùng duy nhất tại Phần Lan có hai thủ phủ trên thực tế.
Vùng Kymenlaakso tiếp giáp với:
- vùng Uusimaa về phía tây;
- vùng Päijät-Häme về phía tây bắc;
- vùng Nam Savo về phía bắc;
- vùng Nam Karelia về phía đông bắc;
- Liên bang Nga về phía đông nam.

Vùng Kymenlaakso là vùng có diện tích đất liền bé thứ hai trên cả nước (chỉ sau vùng tự trị Åland) và là vùng nội địa có diện tích nhỏ nhất. Tuy nhiên, nếu tính cả diện tích mặt nước thì vùng Trung Ostrobothnia có diện tích nhỏ hơn vùng Kymenlaakso.